# Jill Wagner
Jill Suzanne Wagner (Winston-Salem, Carolina do Norte, 13 de janeiro de 1979) é uma atriz norte-americana. Ela é notória internacionalmente por sua atuação como a cruel caçadora de lobisomens Kate Argent na série de televisão "Teen Wolf" da MTV, e por participar em vários projetos originais do Hallmark Channel.

## Biografia
Wagner foi criada principalmente por seu pai, David Wagner, um ex-fuzileiro naval, e sua avó. Ela frequentou o ensino médio na Ledford Senior High School, localizada cidade de Wallburg na Carolina do Norte, e se graduou na North Carolina State University em 2001, no curso de bacharel em gestão de negócios.
Após concluir a faculdade, Wagner se mudou para a Califórnia para continuar a sua carreira de modelo.

## Carreira de atriz
Em 2003, ela foi selecionada como integrante do elenco da série da MTV, Punk'd, participando de uma dezena de sketches.
Jill apareceu na revista Stuff após suas aparições em Punk'd. Wagner foi classificada na 90ª posição na lista das cem mulheres mais sexy de 2004 da revista Maxim.
Em 2011, ela foi escolhida para interpretar a cruel caçadora de lobisomens Katherine “Kate” Argent durante na primeira temporada da série de televisão "Teen Wolf" da MTV; a sua personagem “Kate” é a responsável por revelar a relação da família Argent com a temida fera da Besta de Gévaudan para a sua única sobrinha a arqueira Allison Argent (interpretada por Crystal Reed), uma das protagonistas da série; depois também revela que a família Argent é na realidade uma longa linhagem de caçadores de lobisomens que tem origens na França e começa a "ensinar" a sua única sobrinha algumas táticas de caçada.
Em 2013, Jill apareceu em 4 episódios da terceira temporada de Teen Wolf da MTV, quando aparece nos pesadelos de Allison após um ritual druida substituto. Fora a isso, a própria Kate Argent retorna a ativa para a série de televisão no último episódio da 3ª temporada, e revela que se transformou em uma espécie de were-jaguar (em semelhança ao estilo nagual do mexicano Tezcatlipoca) por causa dos arranhões que recebeu do até então ainda lobisomem alfa Peter Hale (interpretado por Ian Bohen), e sequestra um membro da família de lobisomens Hale e o leva para o México.
Em 2014, Jill participou como a agora ex-caçadora de lobisomens e atual were-jaguar nagual Kate Argent durante alguns episódios da 4ª temporada de Teen Wolf da MTV, quando a a sua personagem tem o nome colocado em uma lista de seres sobrenaturais da cidade com a cabeça a prêmio, mas que ao mesmo tempo busca controle da sua transformação durante as luas-cheias e precisa obter um suposto artefato mágico chamado Tríscele, que está dentro do cofre da família de lobisomens, a Família Hale; e depois ainda se alia com o agora lobisomem beta e ex-lobisomem alfa Peter Hale (interpretado por Ian Bohen) para sequestrar o agora lobisomem verdadeiro alfa Scott MacCall (interpretado por Tyler Posey) e após isso o levar novamente para o México, junto a kitsune do trovão Kira Yukimura (interpretada por Arden Cho).
Em 2017, a Jill atuou novamente como a malvada nagual-jaguar Kate Argent durante a 6ª temporada de Teen Wolf da MTV, essa que foi a sexta e última temporada da série da MTV.
Em 2018, fez parte do elenco principal do filme de terror e suspense "Braven", ao lado dos atores Jason Momoa e Garret Dillahunt.
Depois no início de 2019, em janeiro de 2019, Jill apareceu no filme de drama e faroeste intitulado de "The Legend of 5 Mile Cave" (dirigido por Brent Christy; com roteiro de William Shockley e Dustin Rikert), ao lado dos atores Adam Baldwin, Jeremy Sumpter e Jet Jurgensmeyer.
Também em 2019, atuou como a protagonista do filme para televisão do gênero de comédia romântica "Christmas Wishes & Mistletoe Kisses" da Hallmark Channel, onde acabou fazendo par romântico na ficção com o ator Matt Davis, famoso por sua participação na série de televisão "The Vampire Diaries", da rede The CW. Ainda em 2019, Jill participou como do elenco principal de outro filme de comédia romântica especial de natal, intitulado de "The Christmas in Evergreen: Tidings of Joy ", também da Hallmark Channel.
Em 2020, estrelou o filme para televisão do gênero de drama e romance "Hearts of Winter"; depois ainda participou de um episódio inédito da série de televisão de "Inlighten Films" e novamente voltar a estrelar no elenco principal da sequência do filme para televisão de investigação criminal chamada de "Mystery 101: An Education in Murder".
Desde de 2019, participa do elenco principal dos filmes de televisão de investigação criminal "Mystery 101".

## Filmografia
| Filmes      | Filmes                                       | Filmes                      | Filmes                                                             |
| Ano         | Título                                       | Papel                       | Notas                                                              |
| ----------- | -------------------------------------------- | --------------------------- | ------------------------------------------------------------------ |
| 2005        | Junebug                                      | Millicent, amiga no chuveio |                                                                    |
| 2006        | Shifted                                      | Rachel                      |                                                                    |
| 2008        | Splinter                                     | Polly Watt                  |                                                                    |
| 2012        | The End, My F.R.E.N.D.                       | Female Hiker                | Curta-metragem                                                     |
| 2014        | Road to Paloma                               | Sandy                       |                                                                    |
| 2018        | Braven                                       | Stephanie Braven            | Elenco principal; com Jason Momoa e Garret Dillahunt               |
| 2019        | The Legend of 5 Mile Cave                    | Susan Tilwicky              | Elenco principal                                                   |
| Televisão   |                                              |                             |                                                                    |
| Ano         | Título                                       | Papel                       | Notas                                                              |
| 2004        | Monk                                         | Crystal                     | 1 episódio                                                         |
| 2004        | Dr. Vegas                                    | Roxanne                     | 2 episódios                                                        |
| 2004        | Quintuplets                                  | Cammie                      | 1 episódio                                                         |
| 2006        | Blade: The Series                            | Krista Starr                | 12 episódios                                                       |
| 2007 / 2008 | Stargate: Atlantis                           | Larrin                      | 2 episódios                                                        |
| 2008        | Bones                                        | Holly Markwell              | 1 episódio                                                         |
| 2011        | Teen Wolf (1ª temporada)                     | Katherine “Kate” Argent     | Em 8 episódios                                                     |
| 2014        | Teen Wolf (3.ª temporada)                    | Katherine “Kate” Argent     | Participação em 4 episódios                                        |
| 2014        | Teen Wolf (4.ª temporada)                    | Katherine “Kate” Argent     | Em 6 episódios                                                     |
| 2015        | Autumn Dreams                                | Annie Hancock               | Protagonista; filme para televisão                                 |
| 2016        | Christmas Cookies                            | Hannah Harper               | Protagonista; filme para televisão                                 |
| 2017        | Teen Wolf (6ª temporada)                     | Katherine “Kate” Argent     | Episódios: "Broken Glass" (S6E19) e em "The Wolves of War" (S6E20) |
| 2017        | A Harvest Wedding                            | Sarah Bloom                 | Protagonista; filme para televisão                                 |
| 2017        | Karen Kingsbury's Maggie's Christmas Miracle | Maggie Wright               | Protagonista; filme para televisão                                 |
| 2018        | Pearl in Paradise                            | Alex Anderson               | Protagonista; filme para televisão                                 |
| 2018        | Christmas in Evergreen: Letters to Santa     | Lisa Palmer                 | Protagonista; filme para televisão                                 |
| 2019        | Mystery 101                                  | Amy Winslow                 | Elenco principal; filme para televisão                             |
| 2019        | Mystery 101: Playing Dead                    | Amy Winslow                 | Elenco principal; filme para televisão                             |
| 2019        | Mystery 101: Words Can Kill                  | Amy Winslow                 | Elenco principal; filme para televisão                             |
| 2019        | Mystery 101: Dead Talk                       | Amy Winslow                 | Elenco principal; filme para televisão                             |
| 2019        | Christmas Wishes & Mistletoe Kisses          | Abbey                       | Protagonista; filme para televisão                                 |
| 2019        | The Christmas in Evergreen: Tidings of Joy   | Lisa Palmer                 | Elenco principal; filme para televisão                             |
| 2020        | Hearts of Winter                             | Bethany Cain                | Protagonista; filme para televisão                                 |
| 2020        | Inlighten Films                              | Christina Owenby            | Série de televisão; no episódio: "Temptation"                      |
| 2020        | Mystery 101: An Education in Murder          | Amy Winslow                 | Elenco principal; filme para televisão                             |